# Tumba

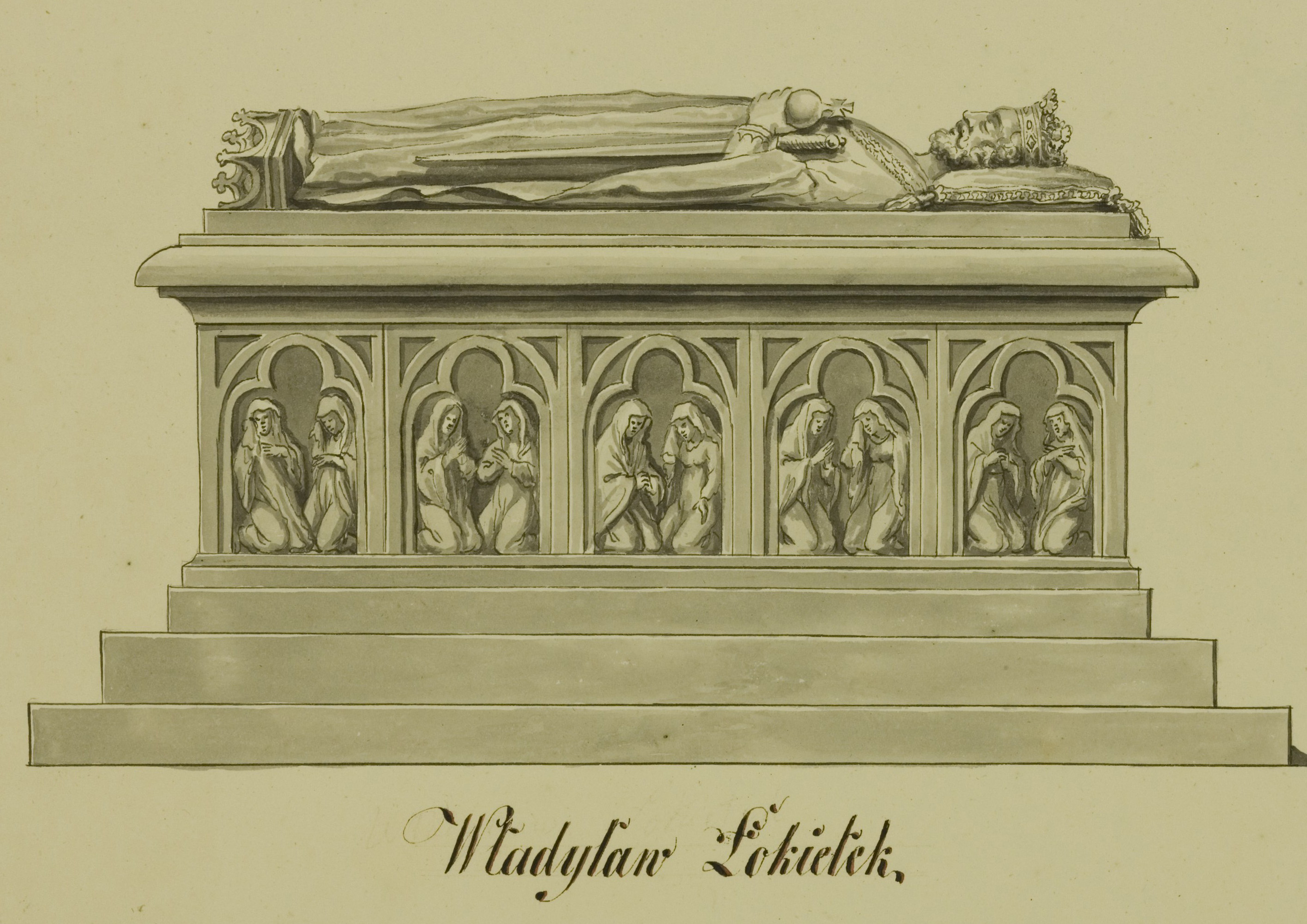
Tumba Władysława Łokietka

Tumba (gr. tymbos – grób, nagrobek) – główna część gotyckich lub renesansowych grobowców w kształcie kamiennej (w późniejszym okresie również brązowej) skrzyni ozdobionej płaskorzeźbami. Na zamykającej, poziomej płycie umieszczano rzeźbę przedstawiającą postać zmarłego. Termin używany także dla określenia płyty kamiennej umieszczonej w posadzce kościoła z inskrypcją, zdobioną płaskim reliefem, poświęconą zmarłemu. 